# Куросава, Окинамаро
Куросава Окинамаро (яп. 黒沢翁満, 1795—1859) — японский языковед и поэт, мыслитель течения кокугаку. Происходил родом из провинции Исэ. Настоящее имя — Сигенори, псевдоним — Мугурай. Служил в Кувана-хан роду Мацудайра. Учился под руководством Мотоори Норинаги. Среди деятелей культуры своего времени отдавал дань уважения Камо-но Мабути. Автор книг «Большой сборник новых и старых песен», «Путеводитель слова», «Сборник Мугурай» и др.